# ميغيل غونزاليس (لاعب كرة قاعدة فنزويلي)
ميغيل غونزاليس (بالإسبانية: Miguel González)‏ هو لاعب كرة قاعدة فنزويلي، ولد في 3 ديسمبر 1990 في بورلامار في فنزويلا.

## وصلات خارجية
- ميغيل غونزاليس على موقع دوري كرة القاعدة الرئيسي (الإنجليزية)
- ميغيل غونزاليس على موقعبيزبول رفرنس.كوم (الدوري الرئيسي) (الإنجليزية)
- ميغيل غونزاليس على موقعبيزبول رفرنس.كوم (الدوري الثانوي) (الإنجليزية)